# Dana Seidlová
Dana Seidlová (12. prosince 1929 Čáslav – 12. srpna 2024) byla porodní asistentka a skautka. Po roce 1948 jí politický režim v Československu neumožnil studium na vysoké škole. V roce 1969 s manželem emigrovali a usadili se ve Švýcarsku. Angažovala se v krajanských spolcích. Patřila mezi zakladatele tradice skautských táborů a skautského časopisu. Koncem osmdesátých let dvacátého století se podílela na organizaci řetězové hladovky, kterou drželi čeští exulanti po celém světě na podporu politických vězňů Československu. V Curychu svými články přispívala do Zpravodaje Čechů a Slováků ve Švýcarsku. Společně se Svatoplukem Karáskem šířila myšlenky Charty 77 v zemích západní Evropy. Koncem roku 2016 se přestěhovala do Prahy.

## Životopis
Dana Seidlová – Guthová se narodila 12. prosince 1929 v Čáslavi do rodiny lesního inženýra Gastona Gutha, který byl zaměstnán u knížete Schwarzenberga jako lesní správce na zámku Hraběšín. Maminka Helena pečovala o domácnost. Dana měla o rok staršího bratra Jiřího a sestru Annu, která se narodila o osmnáct let později. Jejím dědečkem byl Jiří Stanislav Guth-Jarkovský. Osobně se však neznali. Do roku 1944 žila rodina v Hraběšíně. Za války se majetek Schwarzenbergů dostal do nucené správy. Rodina se přestěhovala do Vlachova Březí, kde otec poslední válečný rok spravoval zámek rodu Herbersteinů. Po osvobození americkou armádou znovu zaměstnali Schwarzenbergovi Gastona Gutha, tentokrát na Orlíku.
Teta Vlasta Koseová patřila k zakladatelkám českého dívčího skautingu, a proto se Dana při studiu gymnázia v Praze zapojila také do práce ve skautskému hnutí. Po únoru v roce 1948 se rodina Guthova dostala do těžké situace. Schwarzenbergovi odešli z republiky a otec marně hledal zaměstnání. Dana si po maturitě přála studovat medicínu, což jí nebylo umožněno. Odstěhovala se do Liberce, kde bydlela na internátu a studovala zde školu pro porodní asistentky. Po ukončení studia dostala umístěnku do Jilemnice, Tanvaldu a Semil. Pracovala také v Praze.
Po dvouleté praxi byla přijata na lékařskou fakultu na doporučení svého nadřízeného lékaře. Ale její studium bylo záhy ukončeno, protože nepatřila do „dělnické třídy“. Na vysoké škole nakonec studovala obor psychologie péče o nemocné. Složila všechny zkoušky, ale před odevzdáním disertační práce, v roce 1969 s manželem Rudolfem Seidlem emigrovali do Německa. Zde zůstali jeden rok, poté se rozhodli pro Curych ve Švýcarsku.

### Život ve Švýcarsku
Rudolf Seidl byl vystudovaný elektroinženýr, tak získal práci téměř okamžitě. Bylo období konjunktury. Dana Seidlová pracovala devět let v porodnici. Ve Švýcarsku se vytvořila silná komunita Čechů  tak se také aktivně zapojila do veřejného života. Seznámila se s kazatelem a sociálním pracovníkem Přemyslem Pitterem, který jí na počátku sedmdesátých let dvacátého století, s podporou Svazu československých spolků pomáhal při založení české doplňovací školy. Ve stejné době se rozhodla využít své zkušenosti ze skautu a začala organizovat skautské tábory pro děti a mládež. Táborů se zúčastnily děti nejen ze Švýcarska, ale také z Francie nebo Německa, později i z USA. Posledních devět táborů, které proběhly během posledního desetiletí dvacátého století, se konalo pro české děti.
Mezi její další aktivity patřilo vydávání skautského časopisu Tamtam. O historických a aktuálních politických událostech psala do Zpravodaje Čechů a Slováků ve Švýcarsku. Přesto, že odešla do emigrace, zůstali jí v Československu přátelé. Například zůstala v kontaktu s novinářkou a chartistkou Libuší Šilhánovou. Díky jejím informacím spolu se Svatoplukem Karáskem šířila a podporovala myšlenky Charty 77 ve státech západní Evropy. V roce 1981 zorganizovala například řetězovou hladovku na podporu politických vězňů, která se rozšířila do celého světa. Čeští exulanti během jednodenního půstu psali dopis politickým vězňům v Československu.
Také záhy po Sametové revoluci se vypravila do Československa. Vedle materiální pomoci (psací stroje a kopírky) přivezla i deset tisíc franků, vybraných od českých emigrantů žijících ve Švýcarsku. V porevolučních letech se zde setkala s Karlem Schwarzenbergem. Po celý život byla v kontaktu s jeho rodinou. Na pražském Hradě byla přijata Václavem Havlem. Následně ho doprovázela na oficiální cestě do Švýcarska.
Koncem roku 2016 se natrvalo vrátila do České republiky. Žila v Praze.

## Ocenění
- V roce 2011 jí udělila pražská pobočka Společnosti pro vědy a umění cenu pro osobnosti, kteří se zasluhují o dobré jméno české vědy a kultury.[5]
- Byl jí udělen čestný doktorát společně s dalšími osobami, kteří v rámci komunistického režimu nemohli dokončit vysokoškolská studia.[3]
- V roce 2019 obdržela nejvyšší skautské vyznamenání „Řád Stříbrného trojlístku“. Její skautské jméno bylo Pirátka.[2]

## Kniha
- SEIDLOVÁ, Dana. Švýcarské etudy. 1. Petrklíč, 2018. ISBN 978-80-7229-638-5.[6]